# Xam Nua
Xam Nua är en provinshuvudstad i Laos.   Den ligger i provinsen Hua Phan, i den norra delen av landet, 300 km nordost om huvudstaden Vientiane. Xam Nua ligger 956 meter över havet och antalet invånare är 38 992.
Terrängen runt Xam Nua är huvudsakligen lite kuperad. Xam Nua ligger nere i en dal. Runt Xam Nua är det ganska glesbefolkat, med 24 invånare per kvadratkilometer. Det finns inga andra samhällen i närheten. I omgivningarna runt Xam Nua växer i huvudsak städsegrön lövskog.